# Rights-managed
Rights-managed è una licenza che dà diritto all'acquirente di utilizzare una risorsa pagando per ogni utilizzo e secondo limitazioni di utilizzo ben determinate quali tempo, luogo, spazio, esclusività ed altre.

## Utilizzo
La licenza rights-managed è un tipo di licenza che stabilisce che il diritto di utilizzo di una risorsa (che sia essa una fotografia, un video, un brano o altre) venga definito al momento dell'acquisto, stabilendo un prezzo da corrispondere all'agenzia, che varia a seconda di determinate caratteristiche. Queste possono essere il numero di copie stampate, il periodo di tempo per il quale questa viene usata, la dimensione dell'eventuale azienda che utilizza l'immagine, il mercato di riferimento, il supporto sul quale verrà stampata, le modifiche da apportare all'immagine, eccetera. Un'opera può essere venduta tramite licenza rights-managed in esclusiva (dando così all'utente la garanzia di essere l'unico acquirente della risorsa), ma questa non è una condizione vincolante a questo tipo di licenza.
Importante sottolineare che una licenza rights-managed viene concessa solo ed esclusivamente per l'utilizzo per la quale viene acquistata. Nel caso il cliente volesse utilizzare il file acquistato una seconda volta sarà per lui necessario acquistare una nuova licenza.

### Costi
In linea generale si può affermare che il costo di una risorsa acquistata con una licenza rights-managed dipenda dai benefici che l'utilizzatore riceverà dall'utilizzo della stessa. Per esempio si suppone che un'immagine utilizzata da una multinazionale per una pubblicità, pubblicata su una rivista letta da milioni di persone, apporterà più benefici all'azienda rispetto alla stessa immagine pubblicata su un giornale di paese da un'azienda a conduzione familiare. In questo caso, la stessa immagine con le stesse caratteristiche tecniche costerà, nel primo caso, centinaia se non migliaia di volte in più rispetto al secondo.

## Rights-managed e royalty-free
Una licenza royalty-free permette, pagando soltanto una volta al momento dell'acquisto, di utilizzare il file senza limiti di tempo, di spazio e di progetto. Anche per il tipo di licenza royalty-free rimane il vincolo legato all'utilizzatore, che deve essere unico; tuttavia esistono determinate estensioni di questa licenza che permettono di allargare l'uso del file acquistato anche a più persone. Il termine royalty-free (spesso tradotto in italiano in maniera erronea con il termine "libero da diritti") è così chiamato per il fatto che l'acquirente non ha bisogno di sostenere ulteriori spese ogni qualvolta voglia utilizzare nuovamente la risorsa acquistata: letteralmente significa "libero (dal pagamento di qualsiasi) royalty" (a fronte di ogni utilizzo della risorsa).

### Una licenza per ogni utilizzo
Dopo quasi 10 anni dalla nascita del concetto di vendita royalty-free si può affermare che tra licenze rights-managed e royalty-free non ne esista una migliore dell'altra, soprattutto per quanto riguarda la qualità delle foto (o del materiale offerto).
Una licenza di tipo rights-managed è più adatta ad un'azienda che ha bisogno di immagini, magari per una campagna pubblicitaria, sapendo che queste non sono state (e non verranno) usate da altre aziende, magari concorrenti: questo è possibile per il fatto che un'agenzia di foto rights-managed è a conoscenza di ogni passo della storia della foto venduta. In questo caso, l'azienda sarà disposta ad accollarsi i costi notevolmente superiori da pagare per la risorsa.
Una licenza di tipo royalty-free di canto suo permette di risparmiare sul costo della risorsa senza però avere garanzie sul fatto che questa non verrà usata da altre aziende. D'altro canto, dato l'elevato numero di foto disponibili presso le agenzie di foto royalty-free (di solito diversi milioni) ed il fatto che queste sono vendute (e possono essere utilizzate) in tutto il mondo, l'utente può scegliere un'immagine che è scaricata poche volte, con molte probabilità di non vederla mai pubblicata nel suo stesso paese. Inoltre con questo tipo di licenza, sia l'azienda multinazionale che quella a conduzione familiare, potranno utilizzare contenuti di alta qualità per qualsiasi scopo, pagando pochi euro per file scaricato.
Per esempio, nel caso di un'azienda che avesse bisogno di fotografie o clip video per la propria newsletter aziendale, avrebbe poco senso per questa rivolgersi ad un'agenzia rights-managed per l'acquisto delle immagini, in quanto potrebbe utilizzare le fotografie solo una volta senza inoltre ricavare nessun beneficio dal fatto che le immagini acquistate non siano usate da nessun altro. Acquistano le stesse immagini da un'agenzia royalty-free, l'azienda potrebbe pagare le fotografie centinaia di volte meno ed utilizzarle per successive newsletter (o pubblicità, siti internet, eccetera...)
Fornitori di royalty-free stock video e foto
www.shutterstock.com
www.istockphoto.com
www.onfootage.com
www.framepool.com
www.rmistock.com